# Championnats d'Europe de skeleton 2010
Navigation
Édition précédente Édition suivante
Les championnats d'Europe de skeleton 2012, seizième édition des championnats d'Europe de skeleton, ont lieu les 22 et 23 janvier 2010 à Innsbruck, en Autriche. L'épreuve masculine est remportée par le Letton Martins Dukurs devant l'Allemand Frank Rommel et le Russe Aleksandr Tretyakov tandis que l'Allemande Anja Huber gagne l'épreuve féminine devant sa compatriote Kerstin Szymkowiak et la Britannique Shelley Rudman.